# فريدريك جورج برومبيرغ
فريدريك جورج برومبيرغ هو محامي وسياسي أمريكي، ولد في 19 يونيو 1837 في نيويورك في الولايات المتحدة، وتوفي في 4 سبتمبر 1930 في موبيل في الولايات المتحدة. نشط حزبياً في الحزب الديمقراطي. وقد انتخب عضو مجلس النواب الأمريكي ‏.